# Gaopoling Shuiku
Gaopoling Shuiku är en reservoar i Kina. Den ligger i provinsen Hainan, i den södra delen av landet, omkring 200 kilometer sydväst om provinshuvudstaden Haikou. Gaopoling Shuiku ligger 28 meter över havet. Arean är 6,6 kvadratkilometer. Omgivningarna runt Gaopoling Shuiku är en mosaik av jordbruksmark och naturlig växtlighet. Den sträcker sig 5,0 kilometer i nord-sydlig riktning, och 4,5 kilometer i öst-västlig riktning.
Genomsnittlig årsnederbörd är 1 630 millimeter. Den regnigaste månaden är juli, med i genomsnitt 279 mm nederbörd, och den torraste är februari, med 13 mm nederbörd.